# Ilze Bērziņa
Ilze Bērziņa (Rīga, 4 de gener de 1984) és una jugadora d'escacs letona que té el títol de Gran Mestre Femení des de 2009. És la Secretària General de la Federació d'Escacs de Letònia.

## Resultats destacats en competició
Bērziņa ha guanyat el campionat femení de Letònia tres cops, els anys 2004, 2008 i 2012.
Ilze Bērziņa va participar en competicions mundials i europees per edats amb bons resultats:
- El 1996, fou quarta al Campionat del món femení Sub-12;[3] i segona al campionat del món femení Sub-12 d'escacs ràpid.[4]
- El 1998, fou tercera al Campionat d'Europa Sub-14 femení.[5]

### Participació en competicions per equips
Ilze Bērziņa ha participat, representant Letònia, a les següents olimpíades d'escacs:
- El 1998, al primer tauler suplent a la 33a Olimpíada a Elistà (+4 −3 =1);
- El 2000, al primer tauler suplent a la 34a Olimpíada a Istanbul (+5 −2 =3);
- El 2004, al primer tauler suplent a la 36a Olimpíada a Calvià (+7 −3 =2);
- El 2006, al primer tauler suplent a la 37a Olimpíada a Torí (+5 −2 =3);
- El 2008, al segon tauler a la 38a Olimpíada a Dresden (+6 −4 =1);
- El 2010, al tercer tauler a la 39a Olimpíada a Khanti-Mansisk (+7 -0 =4). (medalla de bronze al millor tercer tauler);[7]
- El 2012, al tercer tauler a la 40a Olimpíada a Istanbul (+5 -2 =3);[8]
- El 2014, al tercer tauler a la 41a Olimpíada a Tromsø (+4 -4 =2).

Ilze Bērziņa ha representat també Letònia al Campionat d'Europa d'escacs femení per equips:
- El 1999, al segon tauler al 12è Campionat d'Europa d'escacs femení per equips a Batumi (+3 −4 =2);
- El 2011, al segon tauler al 18è Campionat d'Europa d'escacs femení per equips a Porto Carras (+3 −4 =2).